# 4-氯苯甲醚
4-氯苯甲醚是一种有机氯化合物，化学式为C7H7ClO。它可由4-氯苯酚和碳酸二甲酯、或苯甲醚和亚氯酸钠在催化下反应制得。

## 反应
在钯配合物催化下，4-氯苯甲醚和苯基氯化镁反应，可以得到4-甲氧基联苯。